# Лужи (Опочецкий район)
Лужи — опустевшая деревня Опочецкого района Псковской области России. Входит в состав Глубоковской волости.

## География
Находится в пределах Валдайской возвышенности, в обезлесенной местности, где сходятся административные границы двух районов Псковщины: Опочецкого района и Пустошкинского (примерно в 4 км).
Географическое положение
Расстояние до
районного центра города Опочка: 27 км.
областного центра Псков: 146 км.
Ближайшие населённые пункты
урочище Бердушки — 1 км, Траньки — 2 км, Агафонково — 3 км, Рупосы — 3 км, Рассохи — 3 км, Паново — 3 км, Зуйково — 3 км, Ботаково — 3 км, Гришина Гора — 4 км, Коренево — 4 км, Ровный Бор — 4 км, Лашутино — 4 км, Стриженец — 4 км, Вельица — 4 км, Глубокое — 5 км, Аболенье — 5 км, Заноги — 5 км, Фомкино — 5 км, Кобылкино — 5 км, Мякишево — 5 км.

## Население
| 2001 | 2002 | 2010 | 2013 | 2014 | 2015 | 2016 |
| ---- | ---- | ---- | ---- | ---- | ---- | ---- |
| 6    | ↗9   | ↘3   | →3   | →3   | ↘0   | →0   |

## Инфраструктура
Личное подсобное хозяйство.

## Транспорт
Просёлочные дороги.